# Operazione Felix
Operazione Felix era in nome in codice di un'azione militare tedesca volta alla presa di Gibilterra durante la Seconda Guerra Mondiale. Sebbene la sua pianificazione sia proseguita fino al 1944, l'operazione non andò mai oltre ad uno studio preliminare soprattutto a causa dell'opposizione del dittatore spagnolo Francisco Franco ad un coinvolgimento della Spagna nel conflitto.

## La lotta per il controllo del Mediterraneo
Dopo la caduta della Francia nel giugno 1940, Hermann Göring consigliò ad Hitler di occupare la Spagna ed il Nordafrica. In particolare il generale Heinz Guderian suggeriva di occupare la base navale britannica di Gibilterra, strategicamente fondamentale per il controllo del Mar Mediterraneo. 
Si trattava di un'opzione sostenuta anche dal generale Alfred Jodl, capo del Comando Supremo delle Forze Armate naziste, il quale presentò al Führer un piano per tagliare le vie di comunicazione della Gran Bretagna con il suo Impero. Il piano prevedeva l'invasione della Spagna e di Gibilterra, del Nord Africa e del Canale di Suez. 
Il 22 luglio 1940 l'ammiraglio Wilhelm Canaris, capo dell'Abwehr (i servizi segreti militari tedeschi) riteneva che Gibilterra potesse essere occupata tramite un'offensiva di due reggimenti di fanteria, 12 reggimenti di artiglieria e due battaglioni del genio dotati di copertura aerea. Canaris si recò in Spagna per illustrare il piano tedesco a Franco e al suo Ministro della Guerra, il generale Juan Vigón. 
Qualche giorno prima tuttavia, Franco aveva già reclamato il controllo di Gibilterra, non perché s'aspettasse che i britannici l'avrebbero ceduta, ma proprio per scongiurare il rischio che Hitler potesse cercare di occuparla, coinvolgendo la Spagna nel conflitto. La reazione del dittatore spagnolo alla visita di Canaris fu dunque del tutto negativa. D'altro canto è noto che lo stesso Canaris avvertì Franco del pericolo che un'eventuale occupazione di Gibilterra scatenasse un attacco britannico nel Marocco spagnolo.
Franco temeva che un suo rifiuto a collaborare con il Terzo Reich avrebbe scatenato le ire di Hitler e forse un attacco nazista alla Spagna. Per questo motivo decise di presentare all'ambasciatore tedesco a Madrid Eberhard von Stohrer un accordo di collaborazione con Berlino. L'accordo conteneva appositamente delle richieste del tutto inaccettabili in quanto prevedeva che a Madrid sarebbe andato, oltre a Gibilterra, anche il Marocco francese. La Germania avrebbe inoltre dovuto fornire alla Spagna assistenza economica e militare, e comunque Franco non sarebbe entrato in guerra prima di un eventuale sbarco tedesco in Gran Bretagna.

## L'operazione viene pianificata
Il 23 ottobre Hitler incontrò Franco a Hendaye, in Francia e gli chiese di entrare in guerra entro il gennaio 1941. In cambio, unità speciali della Wehrmacht avrebbero rapidamente occupato Gibilterra per poi cederla al controllo spagnolo. Franco rifiutò, enfatizzando la necessità di forniture militari e assistenza economica e sollevando inoltre dubbi sulle reali capacità della Germania di vincere la guerra. 
Nonostante le resistenze di Franco, il 22 agosto 1940, Hitler aveva già approvato un piano per l'invasione di Gibilterra e dopo l'insoddisfacente incontro di Hendaye ordinò di proseguire l'elaborazione dell'Operazione Felix. 
L'Operazione – che si sarebbe dovuta svolgere sotto la direzione del feldmaresciallo Walter von Reichenau, prevedeva che due corpi d'armata tedeschi sarebbero entrati in Spagna attraverso i Pirenei. Un corpo d'armata, guidato dal generale Ludwig Kübler avrebbe attraversato il territorio spagnolo fino ad attaccare Gibilterra. L'altro, sotto il comando del generale Rudolf Schmidt avrebbe coperto i fianchi dell'offensiva, che avrebbe anche dovuto beneficiare del supporto aereo di uno stormo di caccia e due di bombardieri. L'Operazione Felix prevedeva l'occupazione del Marocco spagnolo, del Río de Oro e delle isole Baleari, i cui porti sarebbero stati utilizzati come basi per gli U-Boot tedeschi.
Il 12 novembre Hitler firmò la direttiva n. 18 con la quale annunciava l'adozione di misure politiche per indurre un pronto ingresso della Spagna in guerra. Il 5 dicembre Hitler annunciò all'Alto Comando delle Forze Armate che avrebbe chiesto a Franco il permesso di passare per il territorio spagnolo e conquistare Gibilterra. La data prescelta per lanciare l'Operazione Felix era il 10 gennaio 1941. Canaris venne dunque nuovamente inviato in Spagna dove, il 7 dicembre, incontrò Franco. Il dittatore spagnolo reiterò tuttavia le sue richieste di assistenza, in quanto egli riteneva che un attacco contro Gibilterra avrebbe scatenato la reazione britannica contro i possedimenti d'oltremare spagnoli, in particolare le isole Canarie. 
A seguito di questo ulteriore rifiuto, Hitler decise di rinviare l'Operazione Felix. Inoltre, gli sviluppi della guerra ed in particolare i preparativi per l'Operazione Barbarossa resero impossibile reperire le unità necessarie per un attacco a Gibilterra.
Invece grazie all'operazione Tracer di tipo "stay-behind" che avrebbe avuto seguito solo in caso di invasione nemica di Gibilterra da parte delle potenze dell'Asse. Ideata dall'ammiraglio John Henry Godfrey nel 1941, tale operazione prevedeva di costruire un posto di osservazione segreto a Gibilterra che doveva rimanere operativo anche se questa fosse caduta nelle mani del nemico. Dalla struttura, i movimenti delle navi nemiche nello Stretto sarebbero stati riportati via radio nel Regno Unito. 
Sei uomini furono selezionati per l'operazione: un funzionario esecutivo come leader, due medici e tre operatori radio.

## Il piano Felix-Heinrich
Hitler ordinò di aggiornare il piano per l'occupazione di Gibilterra, immaginando che essa avrebbe potuto essere effettuata dopo la conquista dell'Unione Sovietica. L'Operazione venne dunque ribattezzata Felix-Heinrich e venne approvata nel marzo 1941 dal generale Franz Halder. 
Il nuovo piano ricalcava lo schema originale e avrebbe dovuto essere lanciato dopo che le forze d'invasione naziste avessero raggiunto una linea compresa tra Kiev e Smolensk.